# Campeonato Mundial de Ginástica Artística de 2005
O XXXVIII Campeonato Mundial de Ginástica Artística transcorreu entre 21 e 27 de novembro de 2005, na cidade de Melbourne, Austrália. 
Nesta competição pós-olímpica não houve as disputas por equipes.

## Eventos
- Individual geral masculino
- Solo masculino
- Barra fixa
- Barras paralelas
- Cavalo com alças
- Argolas
- Salto sobre a mesa masculino
- Individual geral feminino
- Trave
- Solo feminino
- Barras assimétricas
- Salto sobre a mesa feminino

## Medalhistas
Masculino
| Evento                    | Ouro                            | Prata                        | Bronze                                       |
| Individual geral detalhes | Hiroyuki Tomita · Japão         | Hisashi Mizutori · Japão     | Denis Savenkov · Bielorrússia                |
| Salto detalhes            | Marian Dragulescu · Roménia     | Leszek Blanik · Polónia      | Alin Sandu Jivan · Roménia                   |
| Solo detalhes             | Diego Hypólito · Brasil         | Brandon O'Neill · Canadá     | Robert Gal · Hungria · Liang Fuliang · China |
| Cavalo com alças detalhes | Xiao Qin · China                | Ioan Silviu Suciu · Roménia  | Takehiro Kashima · Japão                     |
| Barras paralelas detalhes | Mitja Petkovšek · Eslovênia     | Li Xiaopeng · China          | Yann Cucherat · França                       |
| Argolas detalhes          | Yuri van Gelder · Países Baixos | Alexander Safoshkin · Rússia | Matteo Morandi · Itália                      |
| Barra fixa detalhes       | Aljaz Pegan · Eslovênia         | Yann Cucherat · França       | Valeri Goncharov · Ucrânia                   |

Feminino
| Evento                       | Ouro                              | Prata                            | Bronze                            |
| Individual geral detalhes    | Chellsie Memmel · Estados Unidos  | Nastia Liukin · Estados Unidos   | Monette Russo · Austrália         |
| Salto detalhes               | Cheng Fei · China                 | Oksana Chusovitina · Uzbequistão | Alicia Sacramone · Estados Unidos |
| Solo detalhes                | Alicia Sacramone · Estados Unidos | Nastia Liukin · Estados Unidos   | Suzanne Harmes · Países Baixos    |
| Trave detalhes               | Nastia Liukin · Estados Unidos    | Chellsie Memmel · Estados Unidos | Cătălina Ponor · Roménia          |
| Barras assimétricas detalhes | Nastia Liukin · Estados Unidos    | Chellsie Memmel · Estados Unidos | Beth Tweddle · Reino Unido        |

## Quadro de medalhas
| Ordem | País           | Medalha de ouro | Medalha de prata | Medalha de bronze |    |
| ----- | -------------- | --------------- | ---------------- | ----------------- | -- |
| 1     | Estados Unidos | 4               | 4                | 1                 | 9  |
| 2     | China          | 2               | 1                | 1                 | 4  |
| 3     | Eslovénia      | 2               |                  |                   | 2  |
| 4     | Roménia        | 1               | 1                | 2                 | 4  |
| 5     | Japão          | 1               | 1                | 1                 | 3  |
| 5     | Países Baixos  | 1               |                  | 1                 | 2  |
| 7     | Brasil         | 1               |                  |                   | 1  |
| 8     | França         |                 | 1                | 1                 | 2  |
| 9     | Canadá         |                 | 1                |                   | 1  |
| 9     | Uzbequistão    |                 | 1                |                   | 1  |
| 9     | Rússia         |                 | 1                |                   | 1  |
| 9     | Polónia        |                 | 1                |                   | 1  |
| 13    | Bielorrússia   |                 |                  | 1                 | 1  |
| 13    | Hungria        |                 |                  | 1                 | 1  |
| 13    | Austrália      |                 |                  | 1                 | 1  |
| 13    | Grã-Bretanha   |                 |                  | 1                 | 1  |
| 13    | Itália         |                 |                  | 1                 | 1  |
| 13    | Ucrânia        |                 |                  | 1                 | 1  |
| TOTAL | TOTAL          | 12              | 12               | 13                | 37 |